# Marie Popperová (filmařka)
Marie Popperová (roz. Ballenbergerová, zvaná též Mizzi, 7. června 1895 Libeň – 1944 Vyhlazovací tábor Osvětim-Březinka) byla česká podnikatelka a filmová producentka židovského původu, dcera pražského průkopníka kinematografie Vítězomíra Ballenbergera. Od roku 1925 až do druhé světové války působila jako ředitelka filmové distribuční a výrobní společnosti UFA-Film, posléze pak Korunafilm, zajišťujících dovoz zahraničních filmů do Československo a asistující s výrobu celovečerních filmů. Byla jednou z mála žen ve vedoucích pozicích produkčních společností v době První československé republiky.

## Život

### Mládí
Narodila se v Libni u Prahy v židovské rodině obchodníka Vítězomíra (Siegfrieda) Ballenbergera a Herminy, rozené Wertheimerové. Měla jednu mladší sestru, Růženu. Otec se na přelomu 19. a 20. století začal podnikatelsky zajímat o vynález kinematografu a podobně jako bratři Kříženečtí či Viktor Ponrepo začal pořádat filmová promítání němých filmů. Roku 1908 se stal majitelem přístroje Projektograf a zřídil si pojízdný biograf. Roku 1911 se stal zástupcem norské filmové společnosti Nordisk-film, posléze začal dovážet filmy také ze Švédska a Německa. Marie získala dobré vzdělání, podílela se též na chodu otcovy firmy. Vdala se a změnila příjmení na Popperová.

### Filmovou producentkou
Po smrti Vítězomíra Ballenbergera roku 1925 převzala rodinný podíl v distribuční firmě a ve stejném roce převedla od Nordisk-filmu spolu se společníkem Josefem Jakubů podnik pod německou filmovou společnost UFA-Film, kde působila jako ředitelka. Ta se posléze v ČSR začala zabývat též samotnou filmovou výrobou. Se společností spolupracovali například režisér Vladimír Slavínský či herečka Lída Baarová, které Popperová mj. zprostředkovala cenné kontakty u německého filmu. Konkurenci ji tvořilo například studio AB Barrandov vlastněné producentem Milošem Havlem.
Spolupráce s německými partnery byla roku 1935 kvůli židovskému původu Popperové přerušena následkem změn spojených s nástupem nacismu a Adolfa Hitlera k moci ve státě roku 1933. Roku 1935 proto transformovala Popperová UFA-Film do nové firmy Korunafilm. Ta disponovala mj. distribučními právy amerických studií Columbia Pictures.

### Po roce 1939
Od období zřízení tzv. druhé republiky roku 1938 a následného vzniku Protektorátu Čechy a Morava 15. března 1939 byla rodina Marie Popperové kvůli židovskému původu na základě tzv. Norimberských zákonů protektorátními úřady pod vlivem nacistického Německa perzekvována. Roku 1942 byla v rámci procesu tzv. arizace židovského majetku připravena o vlastnictví společnosti Korunafilm.

### Úmrtí
Marie Popperová byla v červenci 1943 transportována do Koncentračního tábora Terezín a v září 1943 byla pak přemístěna do vyhlazovacího tábora Osvětim-Březinka na dnešním území Polska, kde nejspíše v plynových komorách zahynula. Přesné datum úmrtí není známo.

### Rodinný život
Provdala se za Karla Poppera, majitele továrny v Kostelci nad Orlicí. S manželem počali dvě děti. Karel Popper zemřel roku 1941. Syn Jiří (* 1923) byl také transportován do Terezína i Osvětimi a tam také zahynul.